# پل سوئیزی
پل مارلور سوئیزی (به انگلیسی: Paul Sweezy) (زاده ۱۰ آوریل ۱۹۱۰- درگذشته ۲۷ فوریه ۲۰۰۴) اقتصاددان و تئوریسین مارکسیست آمریکایی و بنیانگذار نشریه «بررسی ماهانه» (مانتلی ریویو) بود.